# Ordre des Druides en Irlande
L'Order of Druids in Ireland (Ordre des Druides en Irlande, abrégé ODI) est un ordre néodruidique irlandais fondé en 1993 par Michael McGrath, qui en assure la responsabilité depuis sa création .

## Historique

### Fondation et développement
L’ODI fut créé en 1993 par Michael McGrath, alors élu Archi‑Druide d'Irelande et de Tara. Ce retour symbolique des Druides à Tara — interrompu depuis environ quinze siècles — fut remarqué et couvert par les médias dès 1993 lors de la célébration du solstice d’été à la colline de Tara, réunissant près de 150 participants en 1997.

### Engagements et actions publiques
Sous sa direction, l’ODI multiplia les cérémonies à Tara, dénonçant également la construction de l’autoroute M3 et proposant une défense écoculturelle des lieux sacrés. En 1996, Michael McGrath, présenté comme « chef choisi de l'Ordre des Druides », fit l’objet de poursuites pour trouble à l'ordre public, procédure ajournée au tribunal de Kilkenny.

## Doctrine et pratiques
L’ODI puise dans la tradition celtique irlandaise, réaffirmant l’importance de sites sacrés comme Tara et renouant avec les rites saisonniers de la roue de l'année néodruidique. Michael McGrath est également l’auteur de l’ouvrage The Wisdom of the Irish Druids (2023), incarnant l’interprétation contemporaine et ésotérique du druidisme.

## Réception et influence
L’ODI est reconnu par le réseau Council of British Druid Orders comme association extérieure pour l’Irlande. Sa visibilité médiatique croissante ressort de ses positions publiques, telles que la paix en Irlande, la défense des sites antiques et l’inclusion sociale. En 2023, l’Archi‑Druide a réaffirmé l’ouverture de l’ordre à toutes les identités de genre.

## Publications
- The Wisdom of the Irish Druids, Michael McGrath, Druid Press, 2023[10].